# Beuzec-Cap-Sizun
Beuzec-Cap-Sizun é uma comuna francesa na região administrativa da Bretanha, no departamento Finisterra. Estende-se por uma área de 34,74 km². Em 2010 a comuna tinha 1 020 habitantes (densidade: 29,4 hab./km²).